# SN 1604
La supernova 1604 (SN 1604), també coneguda com la supernova de Kepler o estel de Kepler, va ser una supernova en la Via Làctia, detectada en la constel·lació Ophiuchus. Fins avui, aquesta ha estat l'última supernova observada en la nostra pròpia galàxia. Situada a una distància no superior a 6 kiloparsecs, això és, al voltant de 20 000 anys llum de la Terra, es podia veure a simple vista i al moment de màxima lluminositat, era més brillant que qualsevol estel (a excepció del Sol) o planeta (a excepció de Venus) en el firmament, amb una magnitud aparent de -2.5.
La supernova va ser observada per primera vegada el 9 d'octubre de 1604. L'astrònom germà Johannes Kepler va observar-la per primera vegada el 17 d'octubre. L'estudi que va fer sobre la supernova va ser tan extens que posteriorment se la va conèixer pel nom de l'astrònom. El seu llibre sobre el tema es va dir De Stella nova in pede Serpentarii (Sobre el nou estel en el peu del portador de la Serp).

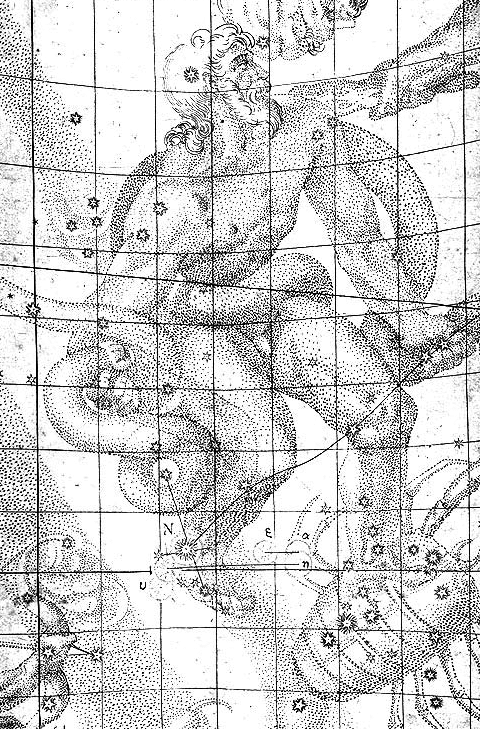
Dibuix original de Johannes Kepler descrivint la localització stella nova, marcada amb una N.

Va ser la segona supernova observada en una generació (després de SN 1572) en la constel·lació de Cassiopea. Cap altra supernova que hagi ocorregut en la nostra galàxia ha estat observada des de llavors, encara que s'han observat altres supernoves fora de la Via Làctica.
El romanent de supernova que va resultar d'aquesta supernova es considera un objecte típic en la seva classe i roman un objecte de gran estudi en astronomia.